# 40/40 - The Best Selection
A 40/40 - The Best Selection  Olivia Newton-John negyvenéves művészeti évfordulója tiszteletére Japánban kiadott dupla válogatáslemez.

## Az album ismertetése
Olivia Newton-John szólókarrierje 1970 őszén kezdődött, miután két évvel töltött a sikertelennek bizonyult Toomorrow együttessel. Hamarosan megjelent első albuma, amelyet több tucat követett napjainkig. Nemzetközi karrierje mellett első, 1971-es bemutatkozása óta Olivia különösen népszerű volt Japánban. Negyven évvel szólókarrierje kezdete után és annak tiszteletére adták ki Japánban a 40/40 -  The Best Selection című dupla válogatáslemezt. Címe a negyven évre és a rajta szereplő negyven dalra utal, melyeket a japán közönség szavazatai alapján állították össze. A lemezen szereplő számokat a legmodernebb technikával felújítva és különleges hangminőségű, de a hagyományos CD lemezzel kompatibilis SHM-CD lemezen adták ki. A válogatás utolsó, 41-ik száma egy vadonatúj, eddig még sehol sem hallott dal.

## Az album dalai
Első lemez
1. Have You Never Been Mellow
2. Hopelessly Devoted to You
3. Sam
4. Making a Good Thing Better
5. Something Better to Do
6. Don't Stop Believin'
7. Sad Songs
8. Compassionate Man
9. Jolene
10. Please Mr Please
11. Take Me Home, Country Roads
12. Let It Shine
13. If Not For You
14. Don't Throw It All Away
15. Let Me Be There
16. Long Live Love
17. If You Love Me (Let Me Know)
18. Angel Eyes
19. The Promise (Dolphin Song)
20. Summer Nights

Második lemez
1. Xanadu
2. Physical
3. You're The One That I Want
4. Heart Attack
5. Twist of Fate
6. Landslide
7. I Need Love
8. The Rumour
9. Totally Hot
10. Make a Move On Me
11. Deeper than Night
12. Magic
13. Soul Kiss
14. A Little More Love
15. Suddenly
16. Take a Chance On Me
17. Come on Over
18. Slow Dancing
19. Clearly Love
20. I Honestly Love You
21. Come on Home (special bonus track)